# آرزوهای بربادرفته (فیلم)
آرزوهای برباد رفته (به فرانسوی: Illusions perdues) 
یک فیلم فرانسوی در ژانر درام است که براساس رمان معروف آرزوهای بربادرفته اثر انوره دو بالزاک به کارگردانی زاویه جانّولی در سال ۲۰۲۱ ساخته شده‌است.
این فیلم نخستین‌بار در سپتامبر ۲۰۲۱ و هفتاد و هشتمین جشنواره فیلم ونیز به نمایش گذاشته شد. در چهل و هفتمین دوره جشنواره سزار برای دریافت ۱۵ جایزه نامزد و در هفت بخش از جمله بهترین فیلم، بهترین فیلمنامه اقتباسی، بهترین فیلمبرداری، بهترین بازیگر نقش مکمل مرد موفق به کسب جایزه شد.

## بازیگران
- بنجامین ویسین در نقش لوسین دو رومپره
- خاویر دولان در نقش رائول ناتان
- وینسنت لاکوست در نقش اتین لوستو
- سسیل دو فرانس در نقش ماری دو بارگتون
- ژرار دوپاردیو در نقش داوریت
- ژان بالیبار در نقش مارکیز داسپار
- سالومه دوائلز در نقش کورالی
- آندره مارکن
- ژان-فرانسوا استونن
- لویی-دو دو لانکسن